# Пенчова махала
Пенчова (Пейчова) махала (на турски: Beyci) е село в околия Ковчас, вилает Лозенград, Турция.

## География
Селото се намира в близост до българо-турската граница, 46 км северно от Лозенград.

## История
В XIX век Пенчова махала е българско село в Лозенградска кааза на Одринския вилает на Османската империя. Според „Етнография на вилаетите Адрианопол, Монастир и Салоника“, издадена в Константинопол в 1878 година и отразяваща статистиката на населението от 1873 година, Пейчова махала (Peytcho Mahalessi) има 90 домакинства и 434 българи.
Според статистиката на професор Любомир Милетич в 1912 година в селото живеят 25 български екзархийски семейства.
Българското население на Пенчова махала се изселва след Междусъюзническата война в 1913 година.